# Clemente Domínguez y Gómez
Clemente Domínguez y Gómez (ur. 23 kwietnia 1946 w Sewilla, zm. 21 marca 2005 w El Palmar de Troya) – hiszpański duchowny, mistyk chrześcijański, założyciel i pierwszy papież Kościoła Palmariańskiego jako Grzegorz XVII w latach 1978–2005.
Jego ruch religijny klasyfikowany jest ideologicznie blisko sedewakantyzmu i konklawizmu.

## Życiorys
Clemente Domínguez y Gómez urodził się dnia 23 kwietnia 1946 roku w mieście Sewilla, położonym w południowo-zachodniej Hiszpanii. Od najmłodszych lat otrzymywał bardzo surowe katolickie wychowanie i wykształcenie. Z zawodu był księgowym w firmie ubezpieczeniowej. Jego młodość, według samych Palmarian, miała „pewne powiązania z marnościami życia”.
Clemente był znany jako Voltio (pol. Wolt – jednostka napięcia elektrycznego) ze względu na swoją przeszłość pracownika Przedsiębiorstwa Energetycznego w Sewilli. Miał 23 lata, gdy 30 września 1969 roku miał pierwszą nadprzyrodzoną wizję na farmie Alcaparrosa w El Palmar de Troya.
Clemente oświadczył, że miewał mistyczne wizje, cierpiał przez stygmaty i przez lata otrzymywał wiadomości z nieba w El Palmar de Troya. Według Kościoła Palmariańskiego, począwszy od 30 września 1969 roku Clemente zaczął otrzymywać dużą liczbę wizji Dziewicy Maryi i dziesiątek świętych. Orędzia otrzymane podczas wizji atakowały Sobór Watykański II i jego reformy, a także Kurię Rzymską, oskarżając ich o bycie „komunistami i masonami”.
W 1975 roku, pod wpływem swych wizji, wraz z Manuelem Alonso Corralem założył Zakon Karmelitów od Najświętszego Oblicza w braterstwie z Jezusem i Maryją, połączony później unią personalną i funkcjonalną z Kościołem Palmariańskim.
11 stycznia 1976 roku Clemente został wyświęcony na biskupa wraz z czterema innymi osobami w sposób ważny, ale – zgodnie z prawem kanonicznym – niegodny przez wietnamskiego arcybiskupa Pierre’a Martina Ngô Đình Thụca, który został za to ekskomunikowany z mocy samego prawa (latae sententiae). 19 kwietnia 1976 roku na autostradzie Bilbao-Behobia Clemente uległ poważnemu wypadkowi, w wyniku którego stracił gałki oczne i wzrok.
6 sierpnia 1978 roku, niezwłocznie po ogłoszeniu informacji o śmierci papieża Pawła VI, samowolnie ogłosił się papieżem, pod imieniem Grzegorza XVII. Później w Bogocie stwierdził, że miał nadprzyrodzoną wizję w której Chrystus koronował go mistycznie na papieża. Podczas tej wizji Chrystus miał także potępić herezję modernizmu (który już w 1907 roku został potępiony przez Św. Piusa X) i komunizm jako ideologię, której Sobór Watykański II nie potępił. Natychmiast po dokonaniu tego aktu został ekskomunikowany przez Kościół Rzymski.
9 sierpnia 1978 roku Grzegorz XVII ogłosił w Sewilli przeniesienie siedziby papieskiej z Rzymu do Sewilli, dając początek istnieniu Kościoła Palmariańskiego. W tym samym roku kanonizował zmarłe przed laty osoby z ery frankizmu, a także uroczyście ekskomunikował Jana Pawła I i Jana Pawła II oraz m.in. Jana Karola I, ówczesnego króla Hiszpanii.
W latach 90. XX wieku Grzegorz XVII został oskarżony o wykorzystywanie seksualne niektórych księży i sióstr zakonnych, w 1997 roku przyznał się do tych nadużyć i przeprosił za nie.
Zmarł w wieku zaledwie 58 lat, dokładnie 11 dni przed Janem Pawłem II.
Według swoich zwolenników, Grzegorz XVII miał być ostatnim papieżem, miał zostać ukrzyżowanym i umrzeć w Jerozolimie, powracając na Ziemię pod imieniem Piotra II. Jego następca, Manuel Alonso Corral, przyjął to imię i wraz z Palmariańskim Kolegium Kardynalskim kanonizował Clemente, nazywając go „Świętym Papieżem Grzegorzem XVII, Największym”.
Grzegorz XVII kanonizował między innymi: Josémaríę Escrivę de Balaguera, gen. Francisco Franco, Jose Antonia Prima de Riverę, adm. Luisa Carrero Blanco, Don Pelayo i Krzysztofa Kolumba.

## Odniesienia w kulturze
Grzegorz XVII jest, razem z Janem Pawłem II, bohaterem książki  Wyspy Bezludne, autorstwa pisarza Waldemara Łysiaka, w rozdziale Ruchomy cel.